# Максюта, Николай Кириллович
Никола́й Кири́ллович Максю́та (26 мая 1947, Захаровка, Кировоградская область — 1 ноября 2020, Москва или Московская область) — российский государственный и политический деятель. Глава администрации Волгоградской области (1997—2010).

## Биография
Родился 26 мая 1947 года в селе Захаровка Кировоградской области Украинской ССР в крестьянской семье. Отец — Кирилл Денисович Максюта (1906 года рождения) — бригадир тракторной бригады колхоза, участник Великой Отечественной и Советско-японской войн. Мать — Ксения Ивановна Максюта (1910 года рождения).
В 1965 году после окончания школы поступил в Николаевский кораблестроительный институт, который с отличием окончил по специальности «инженер-механик».
В 1971 году после окончания вуза по направлению был направлен на Волгоградский судостроительный завод. Работал помощником мастера, мастером, старшим мастером, заместителем начальника сборочно-сварочного, монтажно-сдаточного цехов, руководителем производства. В середине 1980-х годов стал директором завода, позднее — генеральным директором. На заводе работал до 1995 года.
В октябре 1995 года избран депутатом Волгоградской городской думы от КПРФ. На первом заседании избран председателем думы.

### Глава администрации Волгоградской области
В октябре 1996 года в Волгограде прошёл областной съезд Народно-патриотического союза России. На нём Алевтина Викторовна Апарина, глава волгоградских коммунистов, предложила выдвинуть Николая Максюту в качестве кандидата в главы региона. Предложение было поддержано съездом и позднее инициативная группа подала в областную избирательную комиссию документы о регистрации кандидата. Изначально победа Максюты рассматривалась как маловероятная, основная борьба, по мнению экспертов, должна была развернуться между действующим губернатором Иваном Шабуниным (НДР) и главой Волгограда Юрием Чеховым. По итогам голосования 22 декабря при явке 60,29 % Шабунин набрал 37,64 % голосов от числа пришедших на выборы избирателей, Максюта — 28,51 %, Чехов — 25,22 %. Поскольку никто из кандидатов не набрал большинства голосов избирателей (более 50 % от явившихся), на 29 декабря было назначено повторное голосование (второй тур) с участием двух кандидатов, набравших наибольшее число голосов. Во втором туре победу одержал Максюта — при явке 46,14 % за него проголосовало 50,95 % избирателей, Шабунин получил 44,15 %. При этом за действующего главу региона проголосовали в Волгограде, Камышине, Урюпинске и пяти районах области, а Максюта одержал победу почти во всех сельских районах области.
Входил в Совет Федерации второго созыва. Был членом Комитета по бюджету, налоговой политике, финансовому, таможенному и валютному регулированию, банковской деятельности.
24 декабря 2000 года на губернаторских выборах был избран губернатором Волгоградской области на второй срок. В соответствии с новым порядком формирования Совета Федерации сложил с себя полномочия члена Совета Федерации.
В 2004 году возглавил рабочую комиссию по подготовке к празднованию 60-летия Победы в Великой Отечественной войне. В июле включён в состав Российского организационного комитета «Победа», председателем которого являлся Президент РФ В. В. Путин. В новом составе оргкомитета всего четыре руководителя субъектов Российской Федерации — Волгоградской области, Московской области, Санкт-Петербурга и Москвы.
В декабре 2004 года избран главой администрации Волгоградской области на третий срок. В первом туре выборов, состоявшемся 5 декабря, получил поддержку 41,42 % избирателей, принявших участие в голосовании, во втором туре, прошедшем 26 декабря, за него проголосовали 51,13 % избирателей.
С 27 сентября 2005 по 30 марта 2006 — член президиума Государственного совета Российской Федерации.
В соответствии с некоторыми источниками, Николай Максюта вышел из рядов КПРФ в 2007 году.
В декабре 2009 года закончился срок полномочий Максюты. 25 декабря 2009 года Президент Российской Федерации Дмитрий Анатольевич Медведев предложил на должность главы администрации Анатолия Бровко. Кандидатура была поддержана областной думой 29 декабря. С вступлением в должность главы администрации области Анатолия Бровко, состоявшимся 12 января 2010 года, Николай Максюта сложил с себя полномочия.

### Член Совета Федерации
С 3 февраля 2010 года являлся членом Совета Федерации в качестве представителя исполнительного органа государственной власти Волгоградской области при главе администрации Анатолии Бровко. В 2012 году переназначен новым губернатором Сергеем Боженовым. Входил в комитеты по федеративному устройству, региональной политике, местному самоуправлению и делам Севера; по вопросам местного самоуправления; комиссии по естественным монополиям; по национальной морской политике, был заместителем и первым заместителем этой комиссии.
После смены главы региона Николай Кириллович покинул Совет Федерации 25 сентября 2014 года.

### Смерть и похороны
Скончался 1 ноября 2020 года в подмосковной клинике, куда был ранее госпитализирован с коронавирусом COVID-19. Похоронен 5 ноября в Красноармейском районе Волгограда рядом со своей супругой.

## Семья
Супруга — Максюта Лидия Андреевна (1944—2020), дочь — Елена Михеева (род. 1968), сын — Кирилл Максюта (род. 1973), внучки — Анна и Анастасия.

## Награды и звания
российские государственные
- Орден «За заслуги перед Отечеством» IV степени (3 января 2007) — за большой вклад в социально-экономическое развитие области и многолетнюю добросовестную работу[24];
- Орден Почёта (22 января 2002) — за достигнутые трудовые успехи, укрепление дружбы и сотрудничества между народами и многолетнюю добросовестную работу[25];
- Орден «Знак Почёта» (1986);
- Юбилейная медаль «300 лет Российскому флоту» (1996);
- Почётное звание «Заслуженный машиностроитель Российской Федерации» (24 мая 1997) — за заслуги в области машиностроения и многолетний добросовестный труд[26].

прочие российские
- Почётная грамота Президента Российской Федерации (27 января 2010) — за активное участие в подготовке и проведении заседаний Государственного совета Российской Федерации[27];
- Почётная грамота Правительства Российской Федерации (23 мая 2007) — за большой личный вклад в социально-экономическое развитие Волгоградской области и многолетний добросовестный труд[28];
- Почётная грамота Правительства Российской Федерации (17 мая 1997) — за большой личный вклад в социально-экономическое развитие Волгоградской области и многолетний добросовестный труд[29];
- Медаль «За укрепление боевого содружества» (Минобороны России);
- Медаль «За взаимодействие с ФСБ России» (ФСБ России)[30];
- Медаль «За заслуги перед Волгоградской областью» (12 декабря 2018, Волгоградская область, Россия) — за вклад в социально-экономическое развитие области, реализацию культурных, общественных и благотворительных инициатив в регионе[31];
- Именной пистолет от Службы внешней разведки России (2007)[32];
- Звание «Почётный профессор Волгоградской государственной сельскохозяйственной академии» (2001);
- Казачий чин «Полковник» (2002, Всевеликое Войско Донское);
- Академик Академии проблем качества (1996).

иностранные
- Орден Франсиско Миранды (2007, Венесуэла);
- Орден Почёта (23 августа 2008, Молдавия) — в знак признания особых заслуг в укреплении молдо-российских связей и за содействие в проведении социально-гуманитарных акций[33][34].